# José Pereira (futebolista)
José Pereira MPIH (Torres Vedras, 15 de Setembro de 1931) é um ex-jogador de futebol português que atuava na posição de guarda-redes.

## Carreira
Jogou no Belenenses a maior parte da sua carreira, tendo sido guarda-redes titular do mesmo. Entre 1954 e 1967 jogou no Belenenses, no Beira-Mar e na Selecção Portuguesa. 
Foi eleito como um dos guarda-redes do "O Onze do Centenário" do time Belenenses, de Portugal.

### Selecção Nacional
Alcançou 11 internacionalizações. Das vezes que foi internacional A, apenas uma saiu do âmbito do Mundial de 1966 - precisamente o jogo de despedida, um Portugal-Suécia (1-2), disputado a 13 de Novembro de 1966, no decorrer da qualificação para o Europeu de 1968.
De facto, para além de dois jogos de preparação dos "Magriços", defendeu as redes nacionais em três jogos da qualificação (Roménia (Lisboa), Turquia (Ancara) e Checoslováquia (Bratislava), tendo, neste jogo, frente à Checoslováquia, em Bratislava, defendido uma grande penalidade).
Suplente no primeiro jogo efetuado em Inglaterra, segurou a titularidade no encontro frente à Bulgária, não mais largando o lugar, efetuando os restantes cinco jogos.
A 19 de Dezembro de 1966 foi agraciado com a Medalha de Prata da Ordem do Infante D. Henrique.

## Títulos
- 1 Taça de Portugal